# Service des renseignements des forces armées
Le service des renseignements des forces armées (en italien : Servizio informazioni forze armate, SIFAR) est le service de renseignement militaire italien entre 1949 et 1965.

## Histoire

### Création
Le SIFAR est fondé par un décret ministériel, promulgué le 30 mars 1949 par le ministre de la Défense Randolfo Pacciardi, alors que débute la guerre froide. Placé sous l'autorité de l'état-major de la Défense, le service commence à fonctionner effectivement le 1er septembre suivant. Il prend la suite du service des renseignements militaires (SIM), existant sous le fascisme et dissous en 1945.

### Scandales
En 1955, le général Giovanni De Lorenzo prend la direction du SIFAR. Il lance alors une grande opération de fichage des personnalités de gauche et se voit accusé d'avoir fomenté un coup d'État d'essence autoritaire avec le plan Solo. À la suite de cela, le service sera impliqué dans de nombreuses affaires, alors que débute la « stratégie de la tension ». Débarqué, De Lorenzo dirigera ensuite l'Arme des Carabiniers puis l'état-major de la Défense, avant de devenir député du Mouvement social italien (MSI).

### Dissolution
Finalement, le SIFAR est dissous par un décret du président de la République italienne Giuseppe Saragat le 18 novembre 1965. Il est remplacé par le service des renseignements de la Défense (SID) le 1er juillet 1966.

## Directeurs
- général Giovanni Carlo Re (30 mars 1949-mars 1951)
- général Umberto Broccoli (mars 1951-septembre 1952)
- général Ettore Musco (septembre 1952-décembre 1955)
- général Giovanni De Lorenzo (décembre 1955-octobre 1962)
- général Egidio Viggiani (octobre 1962-juin 1965)
- général Giovanni Allavena (juin 1965-18 novembre 1965)